# Ekonomiåret 1926

## Bildade företag
- Volvo

## Födda
- 30 mars - Ingvar Kamprad, grundare av IKEA[1]